# Трес-Риус
Трес-Риус (порт. Três Rios) — муниципалитет в Бразилии, входит в штат Рио-де-Жанейро. Составная часть мезорегиона Центр штата Рио-де-Жанейро. Входит в экономико-статистический микрорегион Трес-Риус. Население составляет 76 422 человека на 2006 год. Занимает площадь 324,496 км². Плотность населения — 235,5 чел./км².
Праздник города — 14 декабря. 

## История
Город основан в 1938 году.

## Статистика
- Валовой внутренний продукт на 2003 год составляет 506 335 453,00 реалов (данные: Бразильский институт географии и статистики).
- Валовой внутренний продукт на душу населения на 2003 год составляет 6807,14 реалов (данные: Бразильский институт географии и статистики).
- Индекс развития человеческого потенциала на 2000 год составляет 0,782 (данные: Программа развития ООН).

## География
Климат местности: горный тропический. В соответствии с классификацией Кёппена, климат относится к категории Cwa.